# Ostgriechische Vasenmalerei

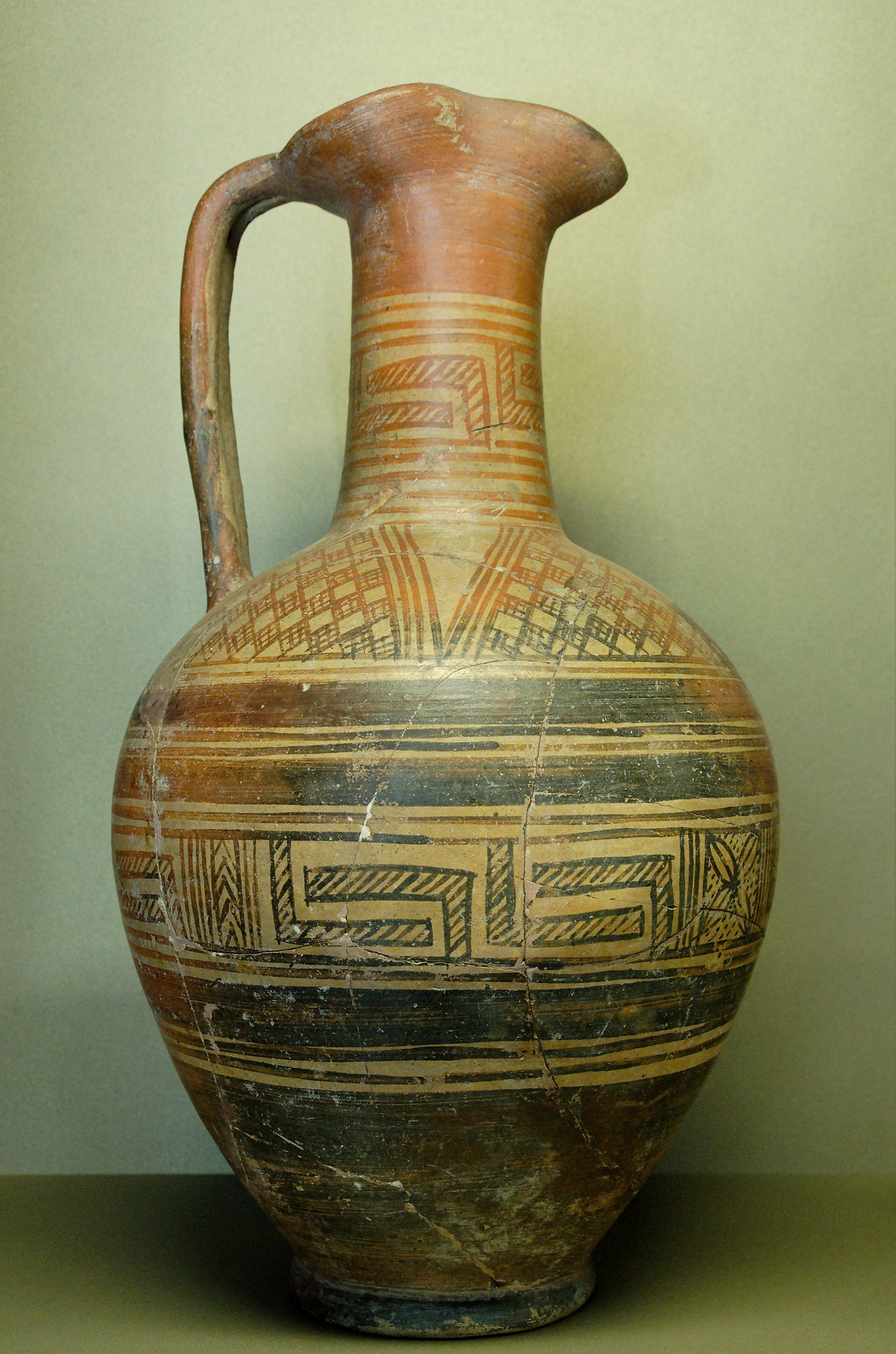
Rhodisch-geometrische Oinoche des Vogel- und Zickzack-Malers, 740/20 v. Chr.

Die Ostgriechische Vasenmalerei war ein regionaler Stil der Griechischen Vasenmalerei. Trotz des Reichtums der Region war die Keramik eher unscheinbar. Der Ton ist rotbraun bis rosa und weist vielfach Einschlüsse von Glimmer auf. Mittlerweile wurde erkannt, dass es viele regionale Stile in Ostgriechenland gab.
In der ostgriechischen Geometrischen Vasenmalerei, beginnend mit der mittelgeometrischen Zeit, war ein starker Einfluss attischer Vorbilder erkennbar. Vor allem auf Kos war dies früh zu spüren, obwohl bei der Form der Lekythen auch der Einfluss aus Zypern ersichtlich ist. Auf Rhodos fand man auch größere Vasen, darunter Kratere auf hohem Fuß. Kennzeichnend für ostgriechische Vasen waren schraffierte Mäander, Dreiecke und Rhomben. In der Spätzeit kamen auch Wasservögel hinzu. Es wurde das attische Metopensystem übernommen, aber schnell wieder aufgegeben. Gegen Ende der geometrischen Zeit wurden Vasen häufig mit einem weißen Überzug versehen, auf denen die Zeichnungen aufgebracht wurden.

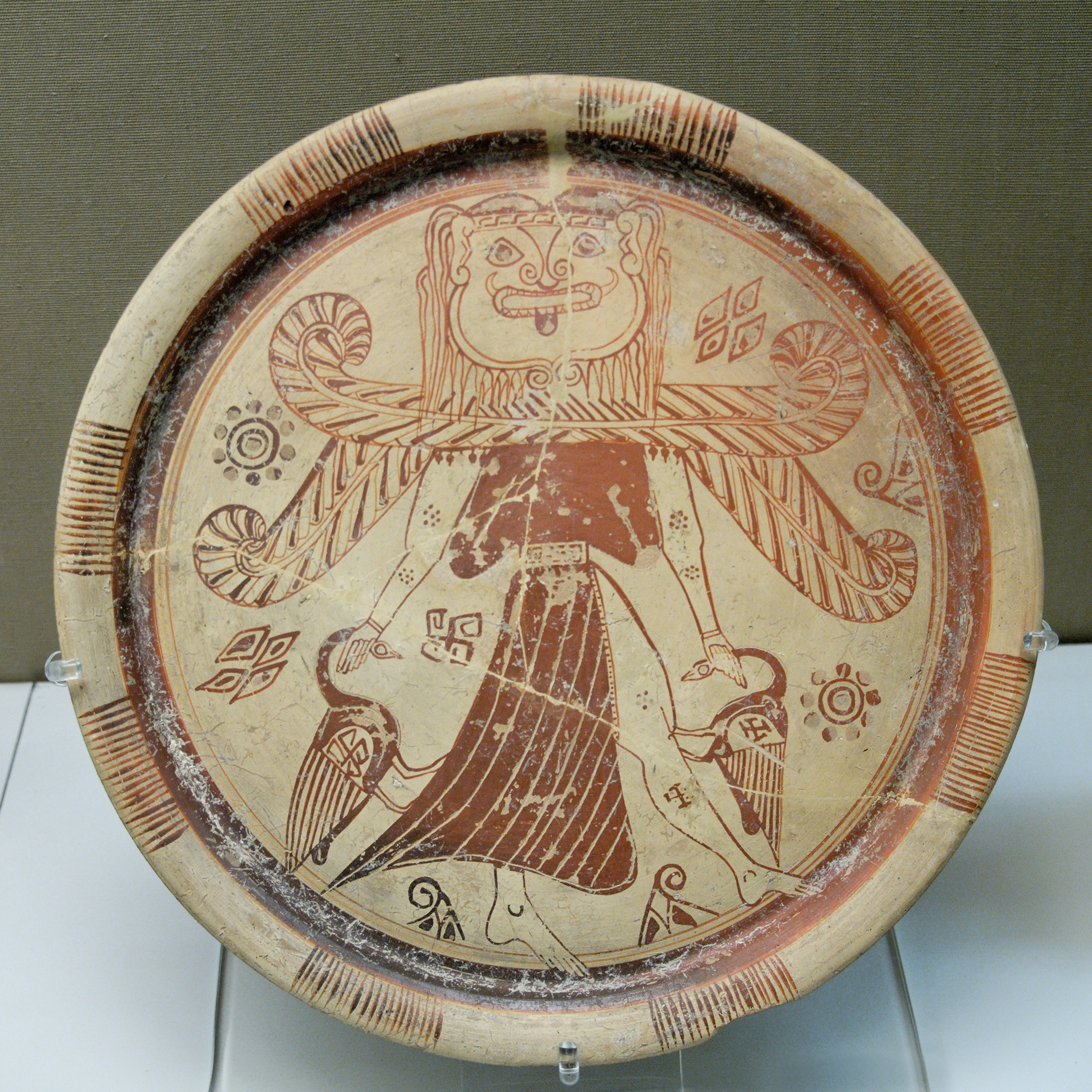
Rhodisch-orientalisierender Teller („Rhodischer Teller“), um 600 v. Chr.

Bis ins siebte Jahrhundert v. Chr. werden die geometrischen Formen im Rahmen des Subgeometrischen Stils weiter tradiert. Dieser subgeometrische Stil hielt sich hier weitaus länger als in anderen griechischen Regionen. Erst um 650 v. Chr. wurde er von einem orientalisierenden Tierstil abgelöst. Zunächst kam er in der Gegend um Milet auf, ein zweites Zentrum entwickelte sich ab etwa 625 v. Chr. auf Chios. Das Dekorationsschema auf der Grundlage des Tierstils wird nach dem am häufigsten gezeigten Tier „Wild Goat Stile“ genannt. Bis 600 v. Chr. wurde nur mit Umrisszeichnungen und Aussparungen gearbeitet, dann setzte auch von Nordionien kommend die Verwendung von Ritzzeichnungen (schwarzfiguriger Stil) ein. Der Tierfriesstil war durchaus dekorativ, bot aber kaum Möglichkeiten zur Weiterentwicklung. Vor allem in Ionien bildeten sich nun regionale Stile heraus.